# محمد بن عبد الله الطويان
معالي الفريق محمد بن عبد الله الطويان مستشار وزير الداخلية والمدير العام لكلية الملك فهد الأمنية سابقا في المملكة العربية السعودية.
ولد في بريدة عام 1943م وعاش طفولته في بيت جده لأبيه التاجر المعروف في بريدة الشيخ عبد الرحمن السليمان الطويان 
حيث رحل والده وهو لم يبلغ عامه الرابع وتوفي والده في رحلة العمرة بعد إصابته بحمى شديدة 
"حسب ما ذكر الدكتور أحمد آل سليمان عن سيرة الفريق الطويان في سلسلة "سير الرموز"
```
وبعد إنهاء مراحل التعليم الأولي التحق بالمدرسة الثانوية العسكرية في الطائف 
```

ومنها إلى كلية الملك عبد العزيز الحربية حيث أتم تأهليه العسكري متخرجاً
```
برتبة ملازم في الجيش العربي السعودي القوات البرية ودرس في عدة دورات متقدمة في المملكة المتحدة وفرنسا ولبنان.
```

عمل في عدة قطاعات تدريبية وعسكرية ميدانية في الجيش العربي السعودي 
إلى أن انضم إلى قوى الأمن الداخلي السعودي بطلب شخصي من الأمير فهد بن عبد العزيز، وزير للداخلية آنذاك.
وكان أبرز ما قام به في تلك الفترة تأسيسه لكلية قوى الأمن الداخلي 
إلى جانب محمد السحيلي وعبد الله آل الشيخ. واقترح إطلاق اسم الملك فهد بن عبد العزيز على الكلية فيما بعد وتسمى اليوم كلية الملك فهد الأمنبة.
تدرج في مناصب قيادية عدة منها:
- أركان حرب كلية قوى الأمن الداخلي
- مساعد مدير عام كلية قوى الأمن الداخلي
- قائد قوات أمن الحج والمواسم
- مدير الإدارة العامة للتدريب
- نائب مدير عام الجوازات
- مدير عام الجوازات بالنيابة
- مدير عام السجون في المملكة
- مدير عام كلية الملك فهد الأمنية والمعاهد
-مستشار النائب الثاني لرئيس مجلس الوزراء ووزير الداخلية
وقد استمر لسنوات طويلة مديراً عاماً لكلية الملك فهد الأمنية والمعاهد، صدر خلالها 
أمر الملك فهد بن عبد العزيز بترقيته إلى رتبة فريق العسكرية سنة 1998م. اختاره الأمير نايف بن عبد العزيز مستشاراً خاصاً له.
وهو صاحب اقتراح إسقاط أو تخفيض مدة المحكومية على حفاظ كتاب الله في السجون، وهو الاقتراح 
الذي صدر أمر ملكي بتطبيقه في المملكة العربية السعودية.
ينسب للفريق محمدالطويان تأسيسه مبدأ القيادة الذاتية الذي طبقه في كلية الملك فهد الأمنية 
واستحق عليه جائزة المرتبة الأولى والدرع الذهبي للقائد المجدد في المؤتمر الدولي للتدريب العسكري في أبوظبي عام 1996م.
و قد أخضع هذا المبدأ للبحث والدراسة والمناقشة في العديد من الكليات العسكرية حول العالم.
له مؤلفات مختلفة عن التكتيك العسكري، وعلم الطبوغرافيا، وكتب في القيادة الإدارية صدر آخرها عام 1999،
```
ومؤلفات في الإدارة بالاهداف، وكتاب عن حقوق الإنسان، ألقى العديد من المحاضرات عن الأمن الوطني وأساليب تطبيق مفهوم 
الأمن الفكري
.
```

عرف عن الفريق الطويان كرمه وأخلاقه العالية المنضبطة، كما أنه يعتبر من الوطنيين المخلصين الذين خدموا بلادهم لسنوات طويلة.
```
وللفريق الطويان اهتمامات رياضية حيث يعتبر رائد لرياضة الدفاع عن النفس في السعودية
فقد تولى رئاسة الاتحادين العربي والسعودي للكاراتيه والتايكواندو والجودو 
```

وعضوية اللجنة الأولمبية السعودية لسنوات طويلة ومعالي الفريق عضو شرف في الاتحاد العربي للكاراتيه تقديراً من مجلس الاتحاد لمجهوداته ودعمه لهذه اللعبة.
له من الأبناء عبد الله وأحمد وثلاث كريمات.